# Michael Currie
Michael Currie (ur. 24 lipca 1928 w Kingston w stanie Nowy Jork, zm. 22 grudnia 2009 we Freeport w stanie Maine) – amerykański aktor.

## Filmografia
Duży ekran
The Troublemaker, Jak tylko potrafisz, Dead & Buried, Firefox, Halloween III: Season of the Witch, Spokojnie, to tylko awaria, Nagłe zderzenie, Eksperyment filadelfijski, Pula śmierci, Distant Thunder, The Man Without a Face, G.I. Jane.
Seriale telewizyjne
The Trials of O’Brien, Dark Shadows, The Associates, The French Atlantic Affair, Lou Grant, Family, Trapper John, M.D., Bogie, ABC Afterschool Specials, M.A.S.H., Barney Miller, Soap, Knots Landing, Voyagers!, Dallas, Remington Steele, Wizards and Warriors, Newhart, Family Ties, Spenser: For Hire, Scarecrow and Mrs. King, Once a Hero, Hooperman, Cheers, Christine Cromwell, Homicide: Life on the Street.